# Тодыков, Антон Андреевич
Антон Андреевич Тодыков (род. 24 сентября 1992, Москва) — российский хоккеист, вратарь.

## Биография
С шести лет начал заниматься хоккеем в школе «Русь». Воспитанник ЦСКА, в сезоне-2009/10 выступал за команду МХЛ ЦСКА-«Красная армия». Затем играл за команды GMHL «Джеймстаун Джетс» (2010/11), «Шелбурн Ред Уингз» (2011/12 — 2013/14), «Эллистон Койотис» (2013/14). В сезонах 2014/15 — 2015/16 выступал в чемпионате Казахстана за «Горняк» Рудный. 5 мая 2016 перешёл в подольский «Витязь», в сезоне-2016/17 провёл 11 матчей в фарм-клубе ТХК из ВХЛ. 5 сентября 2017 года из-за болезни Игоря Сапрыкина и Михаила Бирюкова дебютировал в КХЛ, сыграв в домашнем матче «Витязя» против «Сибири» (1:2). Выступал за фарм-клубы «Витязя» в ВХЛ «Динамо» Санкт-Петербург (2017/18 — 2019/20) и «Рязань» (2020/21 — 2021/22). Всего в КХЛ провёл 31 матч.
Во второй половине сезона-2021/22 выступал за клуб чемпионата Словакии «Попрад», затем игрок команд ВХЛ «Звезда» Москва (2022/23 — 2023/24), «Металлург» Новокузнецк (2024/25), «Сокол» Красноярск (с 2024/25).